# Actif financier
 (août 2019).
Si vous disposez d'ouvrages ou d'articles de référence ou si vous connaissez des sites web de qualité traitant du thème abordé ici, merci de compléter l'article en donnant les références utiles à sa vérifiabilité et en les liant à la section « Notes et références ».
Un actif financier est un titre ou un contrat, généralement transmissible et négociable (par exemple sur un marché financier), qui est susceptible de produire à son détenteur des revenus ou un gain en capital, en contrepartie d'une certaine prise de risque.

## Actif ou passif?
Pour un particulier propriétaire d'un tel instrument, un actif financier est considéré comme un placement et est compté dans son patrimoine.
Cela dit, un actif financier peut être source d'un engagement financier pour la contrepartie, qui doit le considérer comme un passif. Par exemple, une action est un actif pour l'actionnaire et un passif pour l'entreprise.

## Exemples
Le détail des différentes classes d'actifs figure tant dans l'article instrument financier que dans celui fonds d'investissement. Il s'agit notamment :
- des valeurs mobilières ;
  - actions,
  - obligations,
  - warrants ;
- des titres de créance négociables ;
- des créances.
- des cryptomonnaies.

## Précisions sur la comptabilisation
L'actif financier dit durable en comptabilité est appelé immobilisation financière.
Tous les instruments financiers ne sont pas des actifs au sens comptable. Selon les principes français applicables aux comptes individuels des entreprises, certains éléments d'actif associés aux activités de financement de gestion (telles que les contrats de crédit-bail) sont, eux, comptabilisés hors bilan.